# 大島邦秀
大島 邦秀（おおしま くにひで、天保14年（1843年）3月 - 1876年（明治9年）10月24日）は、江戸時代後期（幕末）の佐賀藩士。明治時代前期の官僚、陸軍軍人である。最終階級は陸軍中佐。位階は正六位。

## 経歴
くわしいことは不明だが、熊本県熊本市の花岡山官軍墓地にある大島邦秀の墓には、「長崎県士族･肥前国佐賀」とあるので佐賀藩出身と推測できる。
熊本鎮台砲兵営に所属していたが、明治9年（1876年）10月24日の神風連の乱において、熊本城の大兵営に駆けつけ、防戦したのちに戦死したという。
名に負う剣客であったという大島は、駆けつけた南坂で神風連の古田十郎、青木暦太と対峙し、善戦しているところを太田黒伴雄に胸を刀で貫かれたという。